# Andraca
Andraca is een geslacht van vlinders uit de familie van de gevlamde vlinders (Endromidae). De wetenschappelijke naam van het geslacht werd voor het eerst geldig gepubliceerd in 1865 door Walker.

## Soorten
- Ondergeslacht Andraca
  - Andraca bipunctata Walker, 1865[1]
  - Andraca draco Zolotuhin, 2012[2]
  - Andraca lawa Zolotuhin, 2012[2]
  - Andraca stueningi Zolotuhin & Witt, 2009[3]
  - Andraca trilochoides Moore, 1865[4]
    - Andraca trilochoides roepkei Bryk, 1944
    - Andraca trilochoides trilochoides Moore, 1865
- Ondergeslacht Crypathemola Zolotuhin, 2012
  - Andraca apodecta Swinhoe, 1907
  - Andraca chrysocollis Zolotuhin, 2012[2]
  - Andraca melli Zolotuhin & Witt, 2009[3]
  - Andraca nobilorum Zolotuhin, 2012[2]
  - Andraca olivacea Matsumura, 1927[5]
    - Andraca olivacea olivacea Matsumura, 1927
    - Andraca olivacea olivacens Mell, 1958

  - Andraca paradisea Zolotuhin, 2012[2]
  - Andraca theae (Matsumura, 1909)[6]
- Ondergeslacht niet bepaald
  - Andraca flavamaculata Yang, 1995[7]
  - Andraca gongshanensis Wang, Zeng & Wang, 2011[8]
  - Andraca yauichui Wu & Chang, 2016[9]